# Oreogrammitis natunae
Oreogrammitis natunae är en stensöteväxtart som beskrevs av Barbara S. Parris. Oreogrammitis natunae ingår i släktet Oreogrammitis och familjen Polypodiaceae. Inga underarter finns listade.